# Schlesien
 Denne artikel bør gennemlæses af en person med fagkendskab for at sikre den faglige korrekthed.

Schlesien (schlesisk: Ślůnsk, polsk: Śląsk, tjekkisk: Slezsko) er en region i Centraleuropa omkring Oders øvre løb. Størstedelen af Schlesien ligger i Polen med små områder i Tyskland og Tjekkiet. Området deles op i Øvre og Nedre Schlesien, som historisk har været politisk adskilt i flere perioder.

## Grænser
Schlesien grænsede i mellemkrigstiden mod nordøst og sydøst til Polen, mod sydvest til Tjekkoslovakiet og fristaten Sachsen og mod nordvest til de preussiske provinser Sachsen og Brandenburg.

## Landskabelige forhold
Størstedelen af Schlesien hørte til Oders flodområde. Oder modtager de fleste tilløb fra syd (Glatzer Neisse, Ohle, Weistritz og Katzbach) og er sejlbar neden for Ratibor. Mod vest flyder Spree og Schwarze Elster til Elben.
Terrænmæssigt tilhørte Schlesien dels sudeterlandets nordøstskråning, dels den schlesiske lavlandsbugt, der skyder sig ind mellem Sudeterne og Katzengebirge og gennemstrømmes af Oder. (Geologisk en langs Sudeternes rand sænket jordskorpe, som er dækket af palæogene og kvartære aflejringer, hvis jordbund er meget frugtbar, især hvor den består af løss).
Mod nord og øst er sandede strækninger, som for en stor del er skovbevoksede. I bjerglandet hæver Schlesien sig op til Mellemtysklands højeste punkt, Schneekoppe, i Riesengebirge på grænsen til Tjekkiet (1.603 m). Som isolerede forposter i lavlandet ligger Landeskrone (420 m) ved Görlitz, Katzbach-bjergene (720 m) og Zobten (718 m). Katzengebirge når i Moltkehohe 256 m, og endelig går mod sydøst en udløber fra Tarnowitz-plateauet i Polen, Der Chelm, ind i Schlesien og kulminerer i Annaberg (385 m). Sydøst derfor ligger kulførende dannelser så tæt under overfladen og i en sådan mængde, at det øvreschlesiske kuldistrikt i mellemkrigstiden var et af Europas vigtigste. Dets betydning forstærkedes i høj grad af de over kullagene liggende, rige bly- og zinkmalmlejer, i mindre grad også jernlejer, der kunne give grundlag for udvinding og dermed industriel udvikling.

## Historie
Schlesien, der rimeligvis har fået navn efter en biflod til Oder, Sleza (senere Lohe), beboedes ved vor tidsregnings begyndelse af germanske folkeslag, der i 4. og 5. århundrede søgte andetsteds hen, hvorefter slaviske stammer i løbet af 6. århundrede bosatte sig i landet og blandede sig med resterne af den gamle befolkning, der navnlig havde holdt sig i bjergegnene. I slutningen af 10. århundrede kom Schlesien under Polen med undtagelse af den vest for Bober liggende del, der hørte til det tyske rige (Lausitz og Meissen). Det kristnedets i 11. årh. og delte skæbne med Polen, til det i 1163 fik sine egne fyrster: tre sønner af Vladislav 2. af Polen fik samme år størstedelen af Schlesien som et len af Polen, hvis Piast i den schlesiske gren holdt sig længst, indtil 1675. De tre brødre (Boleslav blev hertug af Breslau (Nedre Schlesien), Mieszko af Ratibor (Øvreschlesien), Konrad hertug af Głogów (der ved Konrads død forenedes med Breslau)) støttede ligesom de følgende fyrster den tyske indvandring i landet, der medførte germanisering af den slaviske befolkning. En af de kendteste fyrster af Nedre Schlesien Kong Henrik 2. af Polen, kaldt den Fromme, faldt 9. april 1241 i slaget ved Liegnitz i forsøget på at standse mongolernes fremtrængen.
Ved delinger mellem flere linjer af fyrstehusene udstykkedes Schlesien fra midten af 13. århundrede i den grad, at der i 14. århundrede fandtes 19 schlesiske fyrstedømmer:
- 10 i Nedre Schlesien: Brieg, Breslau, Liegnitz, Schwednitz, Glogau, Steinlau, Münsterberg, Sagan, Jauer og Öls
- 9 i Øvreschlesien: Kosel, Teschen, Beuthen, Falkenberg, Oppeln, Strelitz, Ratibor, Troppau og Jägerndorf.

De fleste af de schlesiske fyrstedømmer anerkendte 1327—1329 kong Johan af Böhmens beskyttelsesret, hvad den polske konge Kasimir 1335 stadfæstede, og fra kejser Karl 4.s tid hørte hele Schlesien til det tyske rige som bøhmisk len. En bøhmisk konge gav nogle af de schlesiske hertuger ret til i tilfælde af barnløshed, ved testamente at vælge deres efterfølger. Da hertug Frederik 2. af Liegnitz, Brieg og Wohlau i kraft heraf 1537 havde sluttet en arveforening med kurfyrst Joachim 2. af Brandenburg, erklærede habsburgeren Ferdinand 1. (senere tysk kejser), der 1526 var blevet konge af Böhmen, dette forlig for ugyldigt (1546). Markgrevskabet Brandenburg protesterede og nedlagde indsigelse mod, at kejser Ferdinand 2. i 1621 fradømte en yngre søn af kurfyrst Joachim Frederik, Joachim Georg, besiddelsesretten til det schlesiske hertugdømme Jägerndorf, fordi han havde sluttet sig til Frederik af Pfalz-Böhmen. Regeringen i Wien afviste disse protester og ville heller ikke, skønt den evangeliske lære havde vundet indgang i den største del af Schlesien, høre tale om religionsfrihed for protestanterne. De var hårdt pressede, efter at de fleste schlesiske fyrstendømmer var blevet bøhmiske.
Da den sidste schlesiske hertug af Piast-slægten, Georg Vilhelm af Liegnitz, Brieg og Wohlau, døde i 1675, og kejser Leopold havde taget hans hertugdømme i besiddelse, blev de kirkelige tvangsforholdsregler også udvidet til dem, og det hjalp ikke, at kurfyrst Frederik Vilhelm den Store af Brandenburg-Preussen 1683 genoptog sin families fordringer på Liegnitz, Brieg, Wohlau og Jägerndorf. Forhandlingerne førte ikke til noget, og protestanterne fik ingen lettelser. Det fik de først ved Karl 12.s mellemkomst, idet kejseren efter freden i Alt-Ranstädt i 1707 blev nødt til at stille de protestantiske menigheder noget friere. Schlesien fik først fuld religionsfrihed efter Maria Theresia af Østrig blev tvunget til at afstå store dele af Schlesien under Den østrigske arvefølgekrig til Frederik 2. af Preussen ved freden i Breslau den 11. juli 1742.
Blandt reformerne i den ny preussiske provins var en nyordning af administrationen og retsplejen og fuldstændig religionsfrihed for alle trossamfund. Det bidrog hurtigt til at forsone Schlesien med det preussiske regime. Preussen bevarede kontrollen over Schlesien frem til 1. verdenskrigs afslutning.
Tyskland afstod ifølge Versailles-traktaten 511,6 km2 (med 26.248(1910) indbyggere) af Nedre Schlesien til Polen og 316,2 km2 (med 48.469 indbyggere) til Tjekkoslovakiet. Efter en folkeafstemning i marts 1921 i Øvre-Schlesien, afstod Tyskland yderligere 3.221,2 km2 (med 893.074(1910) indbyggere) (de 263.970 var tysktalende og 585.380 polsktalende).
Polsk Schlesien var blandt de første områder, der blev invaderet under Nazi-tysklands angreb på Polen i 1939. Et af målene for nazisternes besættelse, især i Øvre Schlesien, var at udrydde de nazisterne betragtede som undermennesker, jøder og polakker. Den polske og jødiske befolkning i Schlesien blev udsat for folkemord som involverede etnisk udrensning og massemord, mens tyske kolonister flyttede ind for at opfylde løftet om Lebensraum. To tusinde polske intellektuelle, politikere og forretningsfolk blev myrdet i "Intelligenzaktion Schlesien" i 1940 som en del germaniseringsprogramet for hele Polen. Schlesien husede det ene af nazisternes to vigtigste centre for medicinske eksperimenter, der blev udført på kidnappede polske børn.
På Potsdamkonferencen i 1945 blev det besluttet, at Oder-Neisse skulle være den officielle grænse mellem Tyskland og Polen. Millioner af de tyskere i Schlesien, enten flygtede eller blev forflyttet, og blev erstattet af grupper af polakker fra andre regioner. Efter besættelsen nedsatte det nydannede "Polens Forenede Arbejderparti" et ministerium for de "Generobrede Territorier", der inddrog den tidligere tyskejede landbrugsjord til statsdrevne kollektiv landbrug. En del schlesiske beboere var ikke bare imod tyskernes invasion i 1939, men nu også den nydannede polske socialistiske regering befolkningudskiftning og indblandingen i landbruget, samt industrielle anliggender.
Den administrative opdeling af Polsk Schlesien har ændret sig flere gange siden 1945. Siden 1999 er Schlesien opdelt i Nedre Schlesien, voivodskabet Opole, voivodskabet Schlesien og voivodskabet Lubusz. Tjekkisk Schlesien er nu en del af Den Tjekkiske Republik og danner Moravskoslezský kraj (dansk: Mähren-Schlesien) og den nordlige del af Olomoucký kraj (dansk: regionen Olomouc). Tyskland har fortsat kontrol over Niederschlesischer Oberlausitzkreis (~ Oberlausitz) vest for Neisse, som er underlagt delstaten Sachsen.
Mange forflyttede tyskere er organiseret i Landsmannschaft Schlesien. I 1985 var det planen at afholde en kongres i Stuttgart under mottoet "40 Jahre Vertreibung - Schlesien bleibt unser" (dansk: 40 års udvisning - Schlesien er stadig vores). Kansler Helmut Kohl nægtede at deltage, medmindre det blev ændret til "Schlesien stadig vores fremtid i et Europa af frie nationer", hvilket det blev. På kongressen i Nürnberg i 2001 blev indenrigsminister Otto Schily buhet ud, da han sagde, at forflyttelsen var konsekvensen af den tyske aggression under 2. verdenskrig.

## Schlesien i mellemkrigstiden (1919-1940)

### Administrativ inddeling
Schlesien blev i 1919 delt i to provinser, Niederschlesien og Oberschlesien.
Niederschlesien havde et areal på 26.596 km2 og havde i 1919 2.988.613 indbyggere, svarende til 112 pr km2. 1910 var 66,8 % protestanter, 31,8 % katolikker og 0,9 % jøder. Af provinsens daværende areal var 1913 14.510 km2 ager- og haveland, 2.838 km2 enge og græsgange og 7.701 km2 skov. Ved kvægtællingen 1922 fandtes der 208.292 heste, 982.903 stykker hornkvæg, 175.944 får, 249.943 geder og 632.495 svin. Provinsen var delt i to regeringsdistrikter, Breslau og Liegnitz, med 8 by- og 42 landkredse. Provinsregeringens sæde lå i Breslau.
Oberschlesien havde et areal på 9.695 km2 med i 1919 1.298.922 indbyggere, svarende til 134 pr km2; 1910 var 10,4 % protestanter, 88,8 % katolikker og 0,8 % jøder. Af arealet var 1913 5724 km2 ager- og haveland, 810 km2 enge og græsgange og 2.663 km2 skov. 1922 fandtes 84.414 heste, 322.710 stykker hornkvæg, 22.983 får, 120.518 geder og 243.654 svin. Provinsen omfattede regeringsdistriktet Oppeln med 1 by- og 4 landkredse. Hovedstaden var Oppeln.

### Næringsforhold
I 1910 arbejdede i preussisk Schlesien i land- og skovbrug 735.538 personer, industri og bjergværksdrift 738.075, handel og samfærdsel 190.820 personer. De frugtbareste egne fandtes langs bjergene, navnlig i landskabet mellem Ratibor og Liegnitz, hvor 70—80 % af jorden var dyrket. Schlesien var de store godsers og grundbesiddelsers land. Næsten halvdelen af arealet var storbesiddelser, og ingen andre steder i Preussen var så store landstrækninger på enkeltmandshænder. Kornavlen dækkede omtrent forbruget. Rug var den mest dyrkede kornsort, så havre, hvede og byg. Dyrkning af hør bredte sig og var meget betydelig i bjerg- og bakkelandet, mens kartoffelavlen navnlig var knyttet til de dårligere egne. Sukkerroer og cikorie var meget udbredt i Breslau-egnen, frugttræer i Mellemschlesien, humle omkring Münsterberg og tobak, olieplanter og vin omkring Grünberg. I kvægavlen stod fåreavlen meget højt, og forædlingen af fåreracerne begyndte allerede i begyndelsen af det 19. århundrede. Også på biavlens område var Schlesien med præsten Dzierzon et foregangsland. Det skovrige land var rigt på vildt: hjorte og rådyr, vildsvin og fugle. Fra Karpaterne skete der lejlighedsvis indvandring af ulve.
Schlesien hørte til de tidligt industrialiserede områder. Ved Gleiwitz opstilledes 1796 den første kokshøjovn i Preussen og ved Bleiwerk 1788 den første dampmaskine i Tyskland. Dette minedistrikt tilhørte dog kun for en ringe dels vedkommende Tyskland. Før 1. verdenskrigen var kularealet fordelt således, at Tyskland ejede 33 %, Polen 52 % og Østrig-Ungarn 15 %, men efter krigen var Tysklands andel svundet ind til 7 % og Polens vokset til 78 %. Og mens kulforrådet i den tyske del tidligere ansloges til 113 milliarder tons, mentes den efter krigen kun at andrage 5—6 milliarder tons. Af 67 gruber forblev 12 ved Tyskland efter krigen; deres årsproduktion androg i 1920 7,7 millioner tons eller ca. 25 % af den samlede produktion i det tidligere tysk-schlesiske kuldistrikt. Samtlige jerngruber overgik efter krigen til Polen, ligeså de fleste jernindustrielle virksomheder, omfattende 5/7 af de i jernindustrien sysselsatte arbejdere, og af 37 højovne før krigen var 14 med en årsproduktion af ca. 140.000 tons råjern forblevet tyske efter krigen, mens 23 med en produktion af 406.000 tons kom til Polen. Endelig var af 18 zink- og blyminer kun 5 blevet ved Tyskland, der derved havde mistet 80 % af sin zinkproduktion og 48 % af sin blyproduktion. Brunkul forekom i udstrakte lejer, men blev kun brudt forholdsvis lidt.
Foruden metalindustri drev Schlesien fra gammel tid stor hørindustri, der hørte hjemme i de til Böhmen grænsende bjergrige egne, og sammen med spinding, vævning og farvning af hør gik også fabrikation af bomuldstøjer og — mere i lavlandet — klæde. Roesukker fremstilledes fornemmelig i Breslau-Schweidnitz-området. Til de talrige andre industrigrene (ure, glas, porcelæn, cigarer, stråfletning, knipling og andet) kom der stadigt flere, og fabriksarbejdernes andel af befolkningen voksede stærkt, mens landbrugsarbejdernes andel gik ned.

### Samfærdsel
Jernbanenettet var stærkt udviklet i det øvreschlesiske industriområde, hvor talrige sidelinjer knyttede sig til stambanerne.
Oder var den eneste sejlbare flod, men den lave sommervandstand var trods nyere regulerende foranstaltninger en hindring for flodsejladsens udvikling, og heller ikke Klodnitz-kanalen var nogen betydelig vandvej.